# Sphegina rufiventris
Sphegina rufiventris är en tvåvingeart som beskrevs av Friedrich Hermann Loew 1863. Sphegina rufiventris ingår i släktet midjeblomflugor, och familjen blomflugor. Inga underarter finns listade i Catalogue of Life.